# ماروبيو
Liubba Pedofilo Inculato Male

## السكان
في سنة 1861 بلغ عدد السكان 1٬184 نسمة، وتطور العدد ليصل في سنة 2011 لـ 4٬921 نسمة.
يظهر هذا المخطط البياني تطور النمو السكاني لـ ماروبيو